# Caridina denticulata
Caridina denticulata är en kräftdjursart som först beskrevs av De Haan 1844.  Caridina denticulata ingår i släktet Caridina och familjen Atyidae. Inga underarter finns listade i Catalogue of Life.